# 莫雷斯克羅斯羅茲 (喬治亞州)
莫雷斯克羅斯羅茲（英語：Murrays Crossroads）是位於美國喬治亞州施萊縣的一個非建制地區。該地的面積和人口皆未知。

## 地理
莫雷斯克羅斯羅茲的座標為32°19′16″N 84°17′40″W / 32.32111°N 84.29444°W，而該地的平均海拔高度為134米（即440英尺）。